# Raphidioptera

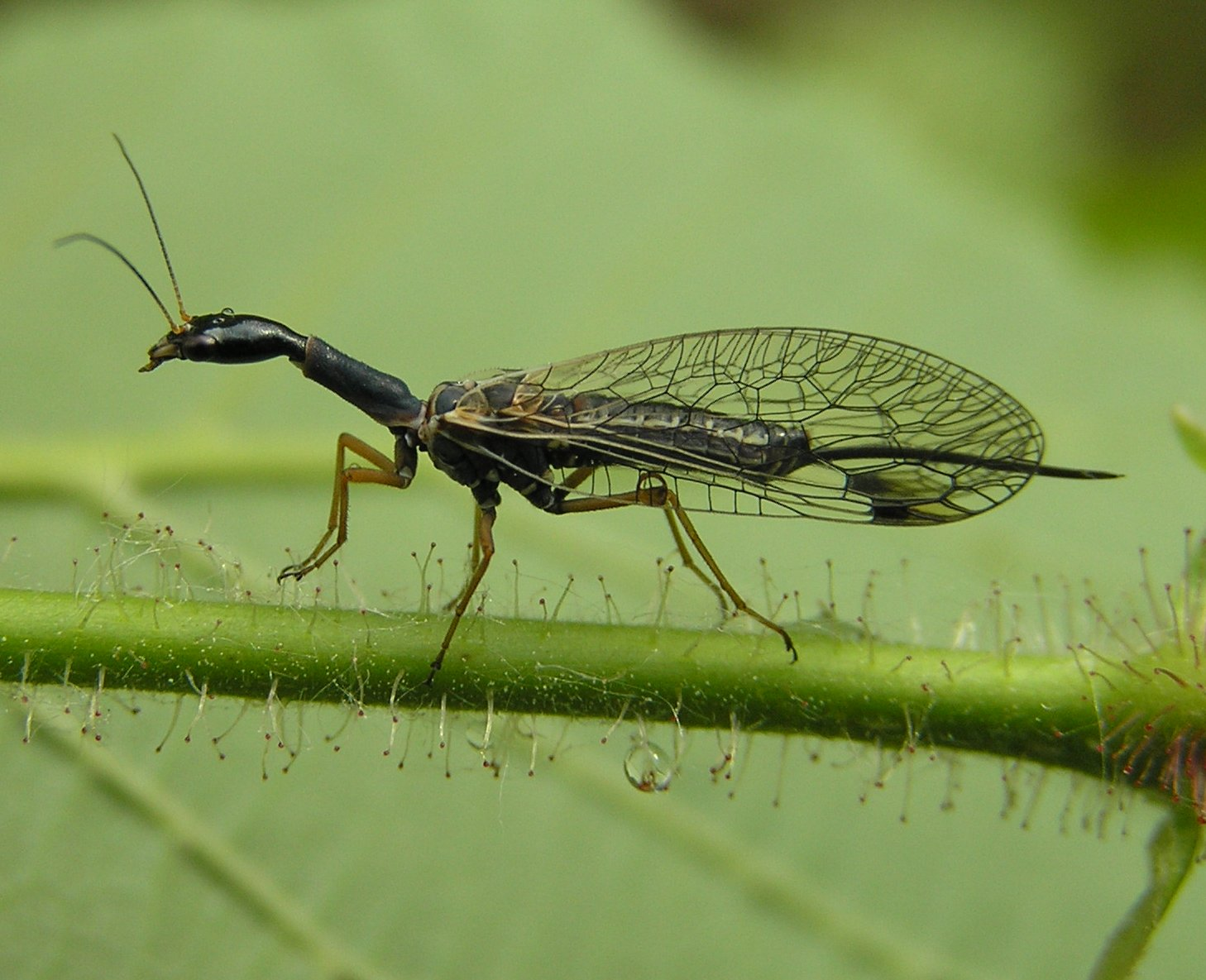

A ordem dos Raphidioptera é um grupo de insetos que é dividido em duas famílias: Raphidiidae e Inocelliidae e composto por aproximadamente 260 espécies. Junto com a ordem Megaloptera eles eram colocados dentro da ordem Neuroptera, mas agora os dois são geralmente considerados como ordens distintas. Os membros desta ordem são considerados fósseis vivos, como o fenótipo de uma espécie a partir do início do período Jurássico (há 140 milhões de anos) semelhante ao das espécies atuais.
O nome da ordem deriva das palavras gregas "raphio", que significa agulha, e "ptera", que significa asa.